# John Ortiz

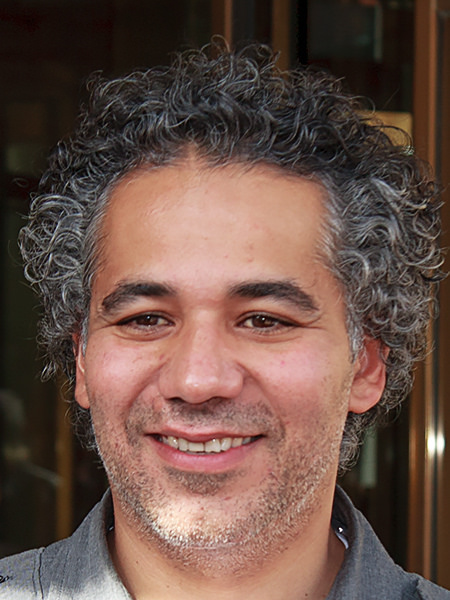
John Ortiz (2016)

John Ortiz (* 23. Mai 1968 in Brooklyn, New York City) ist ein US-amerikanischer Schauspieler.

## Leben
Ortiz war ab Ende der 1980er Jahre als Schauspieler tätig. In den 1990er Jahren spielte er kleinere Nebenrollen in bekannten Hollywoodfilmen wie in Carlito’s Way an der Seite von Al Pacino, in Kopfgeld – Einer wird bezahlen an der Seite von Mel Gibson und Gary Sinise oder in Steven Spielbergs Amistad. Ansonsten trat er vorwiegend in eher unbekannteren Filmen und Fernsehserien auf. Die erste größere Rolle erhielt Ortiz 2006 mit der Figur des Drogenbosses in der Neuverfilmung der Kultserie Miami Vice von Michael Mann. Ortiz war später in weiteren Produktionen von Mann wie Public Enemies, der Fernsehserie Luck und Blackhat zu sehen. Sein Schaffen umfasst mehr als 70 Film- und Fernsehproduktionen.
2018 wurde er in die Academy of Motion Picture Arts and Sciences berufen, die jährlich die Oscars vergibt.

## Filmografie (Auswahl)
- 1989: Angels of the City
- 1992, 2008: Law & Order (Fernsehserie, 2 Episoden)
- 1993: Carlito’s Way
- 1994: The Dark Knight (Kurzfilm)
- 1995: New York Undercover (Fernsehserie, 1 Episode)
- 1995: Lotto Land
- 1993: Escort Service – Lieferung frei Haus (Italian Movie)
- 1995: Shadow-Ops (Fernsehfilm)
- 1996: Immer Ärger mit Sergeant Bilko (Sgt. Bilko)
- 1996: Riot – Tage des Terrors (Riot, Fernsehfilm)
- 1996: Lush Life (Fernsehserie, 7 Episoden)
- 1996: Kopfgeld – Einer wird bezahlen (Ransom)
- 1997: Ein Hauch von Himmel (Touched by an Angel, Fernsehserie, 1 Episode)
- 1997: Ein Wink des Himmels (Promised Land, Fernsehserie, 1 Episode)
- 1997: Amistad
- 1998: Side Streets
- 1999: The Last Marshal
- 1999: Sein letzter Coup (The Opportunists)
- 1999: Knocked Out – Eine schlagkräftige Freundschaft (Play It to the Bone)
- 2000: Bevor es Nacht wird (Before Night Falls)
- 2001: 3 A.M. – Drei Stunden nach Mitternacht (3 A.M.)
- 2001: Piñero
- 2001–2002: Der Job (The Job, Fernsehserie, 19 Episoden)
- 2002: Narc
- 2003: The Handler (Fernsehserie, 1 Episode)
- 2005: Law & Order: Special Victims Unit (Fernsehserie, 1 Episode)
- 2004–2005: Clubhouse (Fernsehserie, 10 Episoden)
- 2006: The Deep and Dreamless Sleep
- 2006: Miami Vice
- 2006: Dance! Jeder Traum beginnt mit dem ersten Schritt (Take the Lead)
- 2006: El Cantante
- 2007: American Gangster
- 2007: CSI: Miami (Fernsehserie, 1 Episode)
- 2007: Aliens vs. Predator 2 (Aliens vs. Predator: Requiem)
- 2008: Das Gesetz der Ehre (Pride and Glory)
- 2008: Blue Blood (Fernsehfilm)
- 2009: Fast & Furious – Neues Modell. Originalteile. (Fast & Furious)
- 2009: Medium – Nichts bleibt verborgen (Medium, Fernsehserie, 1 Episode)
- 2009: Public Enemies
- 2009: Anatomy of Hope (Fernsehfilm)
- 2010: Jack in Love (Jack Goes Boating)
- 2011–2012: Luck (Fernsehserie, 10 Episoden)
- 2012: Silver Linings (Silver Linings Playbook)
- 2013: Fast & Furious 6
- 2014: Cesar Chavez
- 2014: Rake (Fernsehserie, 13 Episoden)
- 2014: The Drop – Bargeld (The Drop)
- 2015: Blackhat
- 2015: Steve Jobs
- 2015–2016: Togetherness (Fernsehserie, 7 Episoden)
- 2016: The Finest Hours
- 2016: A Woman, a Part
- 2017: Kong: Skull Island
- 2017: Bailey – Ein Freund fürs Leben (A Dog’s Purpose)
- 2017: Abgang mit Stil (Going In Style)
- 2017: The Guest Book (Fernsehserie, 2 Episoden)
- 2018: Nostalgia
- 2018: The Cloverfield Paradox
- 2018: Peppermint: Angel of Vengeance (Peppermint)
- 2018: Replicas
- 2018: Bumblebee
- 2019: The Handmaid’s Tale – Der Report der Magd (The Handmaid’s Tale, Fernsehserie, 1 Episode)
- 2019: Ad Astra – Zu den Sternen (Ad Astra)
- 2020: Messiah (Fernsehserie, 10 Episoden)
- 2020: Horse Girl
- 2021: The Life After
- 2022: The in Between
- 2022: Promised Land (Fernsehserie, 10 Episoden)
- 2023: Amerikanische Fiktion (American Fiction)
- 2024: The Madness (Netflix-Serie)
- 2025: Nobody 2